# Поле битви — Земля (роман)
Поле битви — Земля (англ. Battlefield Earth: A Saga of the Year 3000) — науково-фантастичний роман 1982 року, що його написав американський письменник-фантаст та засновник саєнтології Л. Рон Габбард.

## Сюжет
Події книги відбуваються у 3000 році. На Землі вже ціле тисячоліття панує іншопланетна раса психлосів, яких привів на планету один зі старих супутників. Психлоси — 2,7 метрові гуманоїди вкриті хутром, судячи з опису вони дещо схожі на горил. Психлоси займаються добуванням корисних копалин, мешкаючи в колоніях під куполами, оскільки земне повітря для них отруйне, у той час, як дихальний газ, яким вони дихають, вибухає при контакті з радіоактивними елементами. Всю зібрану руду вони телепортують на Психло — столицю імперії, яка розстилається на кілька всесвітів та існує понад 100 000 років. Упродовж книги викривається, що початково психлоси були мирними шахтарями, але підкорилися панівному класу мілітаристів, перетворившись на агресивних завойовників, які витягують з планет всі ресурси, а основа їхньої могутності — технологія телепортації, секрет вони захищають від інших рас шляхом імплантів в мізки. Будь-яка згадка психлоської математики викликає спрацьовування імпланту, який вирубає психлоса зі свідомості або змушує нападати на всіх навколо. Після тисячоліття окупації психлосами, людство стало вимирущим видом, скоротившись до кількох племен в ізольованих частинах світу, повністю забувши всі надбання цивілізації та свою історію. Єдине, що врятувало людей від повного вимирання, це радіоактивність, яка завадила психлосам дістатися до деяких земних районів. Але радіація вбиває і самих людей, які швидко старіють та помирають від випромінювання, хвороб та важких умов існування.
Джонні Гудбой Тайлер, молодий воїн одного з диких людських племен, живе у Скелястих горах. Занепокоєний хворобою, що вражає його плем'я, він залишає своє село для вивчення низин та спростування забобонів, які тримали людей від полишення гір, оскільки вони вірили, що на рівнинах мешкають демони. Під час дослідження руїн Денвера, він був захоплений Терлом, керівником бюро внутрішньої безпеки. Терла було призначено на Землю, і його термін служби добігав кінця, але був довільно продовжений планетарним керівником гірничих робіт. Боячись думок про те, що на Землі доведеться прожити ще кілька років, Терл вирішує зробити себе мільйонером, щоб втекти, таємно видобуваючи золото у Скелястих горах. Золоті жили оточені урановими родовищами, які перешкоджають добування самим психлосами, тому Терл вирішує захопити людей, щоб вони добули йому золото. Першою людиною і стає Джонні, якого силоміць навчають мови психлосів та знанням технологій достатніх, щоб працювати з технікою і добувати золото. Оскільки Тайлер не бажав працювати на «демона», Терл захоплює Кріссі та її сестру Патті, яких тримає в заручниках, таким чином у Джонні не лишається вибору. Але Терл вважаючи людей тваринами, недооцінює Джонні, який отримавши знання про світ та скориставшись незнанням Терлом англійської мови, отримує книжки з руїн бібліотеки, швидко розбирається що до чого та починає мріяти про звільнення людства.
Через деякий час Терл і Джонні вирушають до Шотландії, де вербують шотландських юнаків для роботи у копальнях. Хитрістю до них приєднуються старі жінки, лікар і історик. Джонні переконує шотландців, щоб вони допомогли йому боротися проти панування Психло на Землі. Терл не розуміє англійську, і переконаний, що шотландці мотивовані обіцянкою платити по завершенню проєкту, тому погоджується. Поки Джонні та його шотландські союзники видобувають золото, вони також таємно досліджують руїни людських міст, щоб шукати уран для використання проти гнобителів. Тим часом Терл зайнятий реалізацією свого плану вивезти золото, видобуте людьми, на Психло. План передбачає використання свинцевих гробів з померлими психлосами, яких телепортують додому, разом з видобутою рудою. Терл набивав гроби золотом, щоб після поверненню додому розкопати їх та розбагатіти. Але люди на чолі з Джонні підміняють золото на виготовлені атомні бомби, які після телепортації на Психло вибухають, спричинивши ланцюгову реакцію та знищивши всю планету, а тим часом на Землі люди здіймають повстання та здолавши опір психлосів, отримують планету.
Але довго радіти перемозі не вдається — на Землю злітаються кораблі інших рас. Як виявляється, атомний вибух не лише знищив столицю психлоської імперії, а й усі їхні колонії та підкорені світи, оскільки всі вони водночас телепортували добуті копалини у столицю, в момент вибуху. Вигравши війну з психлосами, людство виявляється беззахисним проти Міжгалактичного банку, який тримає всесвіти не менш міцно, аніж психлоська військова міць, користуючись, втім психлоськими телепортами. Без телепортації зв'язок між планетами ускладнено, в чому звинувачують людство. Скинувши окупацію Психло, людство тим самим поклало на себе надмірний борг Міжгалактичного банку, який тисячі років тому видав кредит психлоській рудній корпорації на покупку та завоювання Землі, а тепер, якщо земляни його не погасять, то ціла планета піде з молотка і покупець, бажаючи покрити витрати, продасть все населення у рабство. Після серії переговорів, дипломатичних трюків, шантажу, демонстрації телепортаційної зброї та домовленостей, земляни позбавляються боргу та добувають незалежність для людства, в обмін на технологію телепортації, а також відкривають іншопланетянам мирний шлях розвитку, який врешті-решт, приводить всіх до процвітання. Джонні Тайлер стає легендою для всього людства та інших рас, але втомившись від надмірної уваги, йде з родиною в ліси, жити як проста людина.

## Зв'язки з саєнтологією
У грудні 1980 року, через два місяці після того, як він завершив книжку, Габбард сказав іншим саєнтологам: «Мене трохи обурило те, як психологи та мозкові хірурги псують людей, тому я написав фантастичне оповідання, частково орієнтоване на наслідки, які можуть виникнути, якщо вони продовжуватимуть це робити».
Габбард підтримував протидію психіатрії, відобразивши у романі психлосів як керовану кетрістами (слово подібне до психіатра), що описується групою злих шарлатанів. Ті психлоси, які не погоджувались або протистояли кетрістам, переслідувалися. Зокрема «кетрісти» використовували хірургічне керування розумом або електрошоком, щоб підтримувати свою енергетичну базу. Габбард часто стверджував у саєнтології, що психіатри використовують таку тактику для підтримки свого впливу та фінансування.
Один з персонажів роману, психлос-математик Сот, описується як такий, що виріс під впливом поглядів його матері. Вона була членом групи опору, яка називалася «церквою», яка таємно проводила релігійні збори. Ця «церква», як і церква саєнтології, протистояла психіатрії. Також в іншій частині книги, людський лікар згадує про «культ», який називається психологією, яка існувала до вторгнення психлосів, але «забута зараз».

## Екранізація
У 2000 році вийшов фільм-адаптація «Поле битви — Земля», режисера Роджера Крістіана. Фільм комерційно провалився й отримав статус як один з найгірших фільмів усіх часів. Сценарій фільму охоплює лише першу половину роману Габбарда, згодом планувалося зняти ще дві частини, але бідні касові збори поставили хрест на продовженні.